# Sipalolasma humicola
Espèce
Synonymes
- Cyclopelma humicola Benoit, 1965

Sipalolasma humicola est une espèce d'araignées mygalomorphes de la famille des Barychelidae.

## Distribution
Cette espèce se rencontre au Mozambique, en Afrique du Sud, au Zimbabwe, au Congo-Kinshasa et en Éthiopie.

## Description
La femelle holotype mesure 7 mm.

## Systématique et taxinomie
Cette espèce a été décrite sous le protonyme Cyclopelma humicola par Benoit en 1965. Elle est placée dans le genre Sipalolasma par Raven en 1985.

## Publication originale
- Benoit, 1965 : « Études sur les Barychelidae du Centre Africain (Araneae - Orthognatha) II. - Leptopelmatinae nouveaux. » Revue de Zoologie et de Botanique Africaines, vol. 71, p. 297-303.